# Бабин (Днестровский район)
Ба́бин (укр. Бабин) — село в Кельменецкой поселковой общине Днестровского района Черновицкой области Украины.
До 2020 года входило в Кельменецкий район
Население по переписи 2001 года составляло 2143 человека. Почтовый индекс — 60115. Телефонный код — 3732. Код КОАТУУ — 7322080401.